# 大阪府小学校一覧
大阪府小学校一覧（おおさかふしょうがっこういちらん）は、大阪府の小学校および義務教育学校（前期課程）の一覧。

## 国立小学校
- 大阪教育大学附属池田小学校
- 大阪教育大学附属天王寺小学校
- 大阪教育大学附属平野小学校

## 公立小学校

### 大阪市

#### 都島区
- 大阪市立桜宮小学校
- 大阪市立中野小学校
- 大阪市立高倉小学校
- 大阪市立淀川小学校
- 大阪市立都島小学校
- 大阪市立内代小学校
- 大阪市立東都島小学校
- 大阪市立大東小学校
- 大阪市立友渕小学校
  - 大阪市立友渕小学校分校

#### 福島区
- 大阪市立福島小学校
- 大阪市立玉川小学校
- 大阪市立野田小学校
- 大阪市立吉野小学校
- 大阪市立大開小学校
- 大阪市立鷺洲小学校
- 大阪市立海老江東小学校
- 大阪市立海老江西小学校
- 大阪市立上福島小学校

#### 此花区
- 大阪市立西九条小学校
- 大阪市立四貫島小学校
- 大阪市立島屋小学校
- 大阪市立伝法小学校
- 大阪市立梅香小学校
- 大阪市立高見小学校
- 大阪市立酉島小学校
- 大阪市立春日出小学校

#### 西区
- 大阪市立西船場小学校
- 大阪市立日吉小学校
- 大阪市立九条南小学校
- 大阪市立九条東小学校
- 大阪市立九条北小学校
- 大阪市立本田小学校
- 大阪市立堀江小学校
  - 大阪市立堀江小学校分校
- 大阪市立明治小学校
  - 大阪市立明治小学校分校

#### 港区
- 大阪市立市岡小学校
- 大阪市立磯路小学校
- 大阪市立三先小学校
- 大阪市立田中小学校
- 大阪市立八幡屋小学校
- 大阪市立波除小学校
- 大阪市立築港小学校
- 大阪市立南市岡小学校
- 大阪市立港晴小学校
- 大阪市立弁天小学校
- 大阪市立池島小学校

#### 大正区
- 大阪市立三軒家西小学校
- 大阪市立泉尾東小学校
- 大阪市立中泉尾小学校
- 大阪市立北恩加島小学校
- 大阪市立南恩加島小学校
- 大阪市立鶴町小学校
- 大阪市立泉尾北小学校
- 大阪市立平尾小学校
- 大阪市立三軒家東小学校
- 大阪市立小林小学校

#### 天王寺区
- 大阪市立天王寺小学校
- 大阪市立大江小学校
- 大阪市立聖和小学校
- 大阪市立五条小学校
- 大阪市立桃陽小学校
- 大阪市立生魂小学校
- 大阪市立味原小学校
- 大阪市立真田山小学校

#### 浪速区
- 大阪市立栄小学校
- 大阪市立大国小学校
- 大阪市立浪速小学校（小中一貫校）
- 大阪市立敷津小学校
- 大阪市立塩草立葉小学校
- 大阪市立難波元町小学校

#### 西淀川区
- 大阪市立柏里小学校
- 大阪市立野里小学校
- 大阪市立姫里小学校
- 大阪市立姫島小学校
- 大阪市立福小学校
- 大阪市立大和田小学校
- 大阪市立川北小学校
- 大阪市立佃小学校
- 大阪市立香簑小学校
- 大阪市立歌島小学校
- 大阪市立出来島小学校
- 大阪市立佃西小学校
- 大阪市立御幣島小学校

#### 東淀川区
- 大阪市立東淡路小学校
- 大阪市立西淡路小学校
- 大阪市立菅原小学校
- 大阪市立新庄小学校
- 大阪市立大隅東小学校
- 大阪市立豊里小学校
- 大阪市立啓発小学校（小中一貫校）
- 大阪市立小松小学校
- 大阪市立井高野小学校
- 大阪市立東井高野小学校
- 大阪市立大桐小学校
- 大阪市立豊新小学校
- 大阪市立大隅西小学校
- 大阪市立豊里南小学校
- 大阪市立大道南小学校
- 大阪市立下新庄小学校

#### 東成区
- 大阪市立東小橋小学校
- 大阪市立大成小学校
- 大阪市立中道小学校
- 大阪市立北中道小学校
- 大阪市立中本小学校
- 大阪市立東中本小学校
- 大阪市立今里小学校
- 大阪市立片江小学校
- 大阪市立神路小学校
- 大阪市立深江小学校
- 大阪市立宝栄小学校

#### 生野区
- 大阪市立北鶴橋小学校
- 大阪市立鶴橋小学校
- 大阪市立東桃谷小学校
- 大阪市立勝山小学校
- 大阪市立大池小学校
- 大阪市立東中川小学校
- 大阪市立小路小学校
- 大阪市立東小路小学校
- 大阪市立巽小学校
- 大阪市立北巽小学校
- 大阪市立巽南小学校
- 大阪市立巽東小学校
- 大阪市立義務教育学校生野未来学園
- 大阪市立田島南小学校（小中一貫校）

#### 旭区
- 大阪市立清水小学校
- 大阪市立古市小学校
- 大阪市立大宮小学校
- 大阪市立高殿小学校
- 大阪市立大宮西小学校
- 大阪市立生江小学校
- 大阪市立城北小学校
- 大阪市立新森小路小学校
- 大阪市立太子橋小学校
- 大阪市立高殿南小学校

#### 城東区
- 大阪市立榎並小学校
- 大阪市立関目小学校
- 大阪市立鯰江小学校
- 大阪市立今福小学校
- 大阪市立聖賢小学校
- 大阪市立鴫野小学校
- 大阪市立中浜小学校
- 大阪市立城東小学校
- 大阪市立諏訪小学校
- 大阪市立成育小学校
- 大阪市立すみれ小学校
- 大阪市立東中浜小学校
- 大阪市立放出小学校
- 大阪市立関目東小学校
- 大阪市立森之宮小学校
- 大阪市立鯰江東小学校

#### 阿倍野区
- 大阪市立阿倍野小学校
- 大阪市立金塚小学校
- 大阪市立晴明丘小学校
- 大阪市立晴明丘南小学校
- 大阪市立高松小学校
- 大阪市立常盤小学校
  - 大阪市立常盤小学校分校
- 大阪市立長池小学校
- 大阪市立苗代小学校
- 大阪市立阪南小学校
- 大阪市立丸山小学校

#### 住吉区
- 大阪市立東粉浜小学校
- 大阪市立住吉小学校
- 大阪市立長居小学校
- 大阪市立依羅小学校
- 大阪市立墨江小学校
- 大阪市立遠里小野小学校
- 大阪市立清水丘小学校
- 大阪市立南住吉小学校
- 大阪市立大領小学校
- 大阪市立苅田小学校
- 大阪市立山之内小学校
- 大阪市立苅田南小学校
- 大阪市立苅田北小学校
- 大阪市立大空小学校

#### 東住吉区
- 大阪市立桑津小学校
- 大阪市立北田辺小学校
- 大阪市立田辺小学校
- 大阪市立東田辺小学校
- 大阪市立南田辺小学校
- 大阪市立南百済小学校
- 大阪市立育和小学校
- 大阪市立鷹合小学校
- 大阪市立今川小学校
- 大阪市立矢田小学校（小中一貫校）
- 大阪市立矢田東小学校
- 大阪市立矢田西小学校
- 大阪市立矢田北小学校
- 大阪市立湯里小学校

#### 西成区
- 大阪市立天下茶屋小学校
- 大阪市立岸里小学校
- 大阪市立玉出小学校
- 大阪市立千本小学校
- 大阪市立橘小学校
- 大阪市立まつば小学校
- 大阪市立長橋小学校
- 大阪市立北津守小学校
- 大阪市立南津守小学校
- 大阪市立新今宮小学校（小中一貫校）

#### 淀川区
- 大阪市立十三小学校
- 大阪市立神津小学校
- 大阪市立塚本小学校
- 大阪市立田川小学校
- 大阪市立加島小学校
- 大阪市立三津屋小学校
- 大阪市立野中小学校
- 大阪市立新高小学校
- 大阪市立三国小学校
- 大阪市立宮原小学校
- 大阪市立西三国小学校
- 大阪市立新東三国小学校
- 大阪市立東三国小学校
- 大阪市立北中島小学校
- 大阪市立西中島小学校
- 大阪市立木川小学校
- 大阪市立木川南小学校

#### 鶴見区
- 大阪市立榎本小学校
- 大阪市立茨田南小学校
- 大阪市立茨田北小学校
- 大阪市立鶴見小学校
- 大阪市立今津小学校
- 大阪市立茨田東小学校
- 大阪市立茨田西小学校
- 大阪市立横堤小学校
- 大阪市立みどり小学校
- 大阪市立鶴見南小学校
- 大阪市立茨田小学校
- 大阪市立焼野小学校

#### 住之江区
- 大阪市立粉浜小学校
- 大阪市立安立小学校
- 大阪市立敷津浦小学校
- 大阪市立加賀屋小学校
- 大阪市立住吉川小学校
- 大阪市立北粉浜小学校
- 大阪市立住之江小学校
- 大阪市立平林小学校
- 大阪市立加賀屋東小学校
- 大阪市立新北島小学校
- 大阪市立南港光小学校
- 大阪市立南港桜小学校
- 大阪市立清江小学校
- 大阪市立南港みなみ小学校（小中一貫校）

#### 平野区
- 大阪市立喜連小学校
- 大阪市立平野西小学校
- 大阪市立平野小学校
- 大阪市立長吉小学校
- 大阪市立瓜破小学校
- 大阪市立加美小学校
- 大阪市立加美南部小学校
- 大阪市立平野南小学校
- 大阪市立長吉東小学校
- 大阪市立喜連西小学校
- 大阪市立長吉南小学校
- 大阪市立瓜破北小学校
- 大阪市立長原小学校
- 大阪市立喜連東小学校
- 大阪市立瓜破東小学校
- 大阪市立加美北小学校
- 大阪市立長吉出戸小学校
- 大阪市立瓜破西小学校
- 大阪市立喜連北小学校
- 大阪市立加美東小学校
- 大阪市立川辺小学校
- 大阪市立新平野西小学校

#### 北区
- 大阪市立滝川小学校
- 大阪市立堀川小学校
- 大阪市立西天満小学校
- 大阪市立菅北小学校
- 大阪市立豊崎東小学校
- 大阪市立豊崎本庄小学校
- 大阪市立中津小学校
- 大阪市立大淀小学校
- 大阪市立豊仁小学校
- 大阪市立豊崎小学校
- 大阪市立扇町小学校
- 大阪市立中之島小学校（小中一貫校）

#### 中央区
- 大阪市立玉造小学校
- 大阪市立南大江小学校
- 大阪市立中大江小学校
- 大阪市立開平小学校
- 大阪市立高津小学校
- 大阪市立南小学校
- 大阪市立中央小学校

### 堺市

#### 堺区
- 堺市立浅香山小学校
- 堺市立市小学校
- 堺市立英彰小学校
- 堺市立榎小学校
- 堺市立神石小学校
- 堺市立錦西小学校
- 堺市立錦綾小学校
- 堺市立三宝小学校
- 堺市立少林寺小学校
- 堺市立大仙小学校
- 堺市立大仙西小学校
- 堺市立錦小学校
- 堺市立三国丘小学校
- 堺市立新湊小学校
- 堺市立安井小学校
- 堺市立熊野小学校

#### 中区
- 堺市立久世小学校
- 堺市立西陶器小学校
- 堺市立土師小学校
- 堺市立八田荘小学校
- 堺市立八田荘西小学校
- 堺市立東陶器小学校
- 堺市立東深井小学校
- 堺市立東百舌鳥小学校
- 堺市立深井小学校
- 堺市立深井西小学校
- 堺市立深阪小学校
- 堺市立福田小学校
- 堺市立宮園小学校

#### 東区
- 堺市立白鷺小学校
- 堺市立登美丘西小学校
- 堺市立登美丘東小学校
- 堺市立登美丘南小学校
- 堺市立野田小学校
- 堺市立日置荘小学校
- 堺市立日置荘西小学校
- 堺市立南八下小学校
- 堺市立八下西小学校

#### 西区
- 堺市立上野芝小学校
- 堺市立家原寺小学校
- 堺市立鳳小学校
- 堺市立鳳南小学校
- 堺市立津久野小学校
- 堺市立浜寺小学校
- 堺市立浜寺石津小学校
- 堺市立浜寺昭和小学校
- 堺市立浜寺東小学校
- 堺市立平岡小学校
- 堺市立福泉小学校
- 堺市立福泉上小学校
- 堺市立福泉東小学校
- 堺市立向丘小学校

#### 南区
- 堺市立赤坂台小学校
- 堺市立城山台小学校
- 堺市立新檜尾台小学校
- 堺市立泉北高倉小学校
- 堺市立竹城台小学校
- 堺市立竹城台東小学校
- 堺市立茶山台小学校
- 堺市立庭代台小学校
- 堺市立上神谷小学校
- 堺市立原山ひかり小学校
- 堺市立はるみ小学校
- 堺市立福泉中央小学校
- 堺市立槇塚台小学校
- 堺市立御池台小学校
- 堺市立美木多小学校
- 堺市立三原台小学校
- 堺市立宮山台小学校
- 堺市立桃山台小学校
- 堺市立若松台小学校

#### 北区
- 堺市立大泉小学校（小中一貫校）
- 堺市立金岡小学校
- 堺市立金岡南小学校
- 堺市立北八下小学校
- 堺市立光竜寺小学校
- 堺市立五箇荘小学校
- 堺市立五箇荘東小学校
- 堺市立新浅香山小学校
- 堺市立新金岡小学校
- 堺市立新金岡東小学校
- 堺市立中百舌鳥小学校
- 堺市立西百舌鳥小学校
- 堺市立東浅香山小学校
- 堺市立東三国丘小学校
- 堺市立百舌鳥小学校

#### 美原区
- 堺市立美原北小学校
- 堺市立黒山小学校
- 堺市立平尾小学校
- 堺市立美原西小学校
- 堺市立八上小学校
- 堺市立さつき野小学校（小中一貫校）

### 岸和田市
- 岸和田市立旭小学校
- 岸和田市立大芝小学校
- 岸和田市立太田小学校
- 岸和田市立大宮小学校
- 岸和田市立光明小学校
- 岸和田市立修斉小学校
- 岸和田市立城東小学校
- 岸和田市立城内小学校
- 岸和田市立城北小学校
- 岸和田市立新条小学校
- 岸和田市立中央小学校
- 岸和田市立朝陽小学校
- 岸和田市立天神山小学校
- 岸和田市立東光小学校
- 岸和田市立常盤小学校
- 岸和田市立浜小学校
- 岸和田市立春木小学校
- 岸和田市立東葛城小学校
- 岸和田市立八木小学校
- 岸和田市立八木北小学校
- 岸和田市立八木南小学校
- 岸和田市立山直北小学校
- 岸和田市立山直南小学校
- 岸和田市立山滝小学校

### 豊中市
- 豊中市立千成小学校
- 豊中市立庄内南小学校
- 豊中市立庄内西小学校
- 豊中市立豊南小学校
- 豊中市立高川小学校
- 豊中市立小曽根小学校
- 豊中市立北条小学校
- 豊中市立寺内小学校
- 豊中市立緑地小学校
- 豊中市立豊島小学校
- 豊中市立豊島西小学校
- 豊中市立豊島北小学校
- 豊中市立中豊島小学校
- 豊中市立原田小学校
- 豊中市立克明小学校
- 豊中市立箕輪小学校
- 豊中市立螢池小学校
- 豊中市立南桜塚小学校
- 豊中市立桜塚小学校
- 豊中市立泉丘小学校
- 豊中市立東泉丘小学校
- 豊中市立大池小学校
- 豊中市立刀根山小学校
- 豊中市立上野小学校
- 豊中市立熊野田小学校
- 豊中市立東豊台小学校
- 豊中市立東豊中小学校
- 豊中市立南丘小学校
- 豊中市立新田小学校
- 豊中市立新田南小学校
- 豊中市立東丘小学校
- 豊中市立北丘小学校
- 豊中市立西丘小学校
- 豊中市立北緑丘小学校
- 豊中市立桜井谷小学校
- 豊中市立桜井谷東小学校
- 豊中市立少路小学校
- 豊中市立野畑小学校
- 豊中市立庄内さくら学園（義務教育学校）

### 池田市
- 池田市立池田小学校
- 池田市立秦野小学校
- 池田市立呉服小学校
- 池田市立神田小学校
- 池田市立五月丘小学校
- 池田市立石橋南小学校
- 池田市立北豊島小学校
- 池田市立石橋小学校
- 池田市立緑丘小学校
- 池田市立ほそごう学園（義務教育学校）

### 吹田市
- 吹田市立片山小学校
- 吹田市立千里第一小学校
- 吹田市立千里第二小学校
- 吹田市立千里第三小学校
- 吹田市立佐竹台小学校
- 吹田市立高野台小学校
- 吹田市立山田第一小学校
- 吹田市立山田第二小学校
- 吹田市立山田第三小学校
- 吹田市立山田第五小学校
- 吹田市立吹田第一小学校
- 吹田市立吹田第二小学校
- 吹田市立吹田第三小学校
- 吹田市立吹田第六小学校
- 吹田市立岸部第一小学校
- 吹田市立岸部第二小学校
- 吹田市立北山田小学校
- 吹田市立南山田小学校
- 吹田市立東山田小学校
- 吹田市立西山田小学校
- 吹田市立吹田東小学校
- 吹田市立吹田南小学校
- 吹田市立古江台小学校
- 吹田市立藤白台小学校
- 吹田市立青山台小学校
- 吹田市立千里たけみ小学校
- 吹田市立佐井寺小学校
- 吹田市立東佐井寺小学校
- 吹田市立千里新田小学校
- 吹田市立山手小学校
- 吹田市立豊津第一小学校
- 吹田市立豊津第二小学校
- 吹田市立江坂大池小学校
- 吹田市立津雲台小学校
- 吹田市立桃山台小学校
- 吹田市立千里丘北小学校
- 大阪市立弘済小学校

### 泉大津市
- 泉大津市立旭小学校
- 泉大津市立穴師小学校
- 泉大津市立戎小学校
- 泉大津市立上條小学校
- 泉大津市立楠小学校
- 泉大津市立条東小学校
- 泉大津市立条南小学校
- 泉大津市立浜小学校

### 高槻市
- 高槻市立赤大路小学校
- 高槻市立芥川小学校
- 高槻市立阿武野小学校
- 高槻市立阿武山小学校
- 高槻市立安岡寺小学校
- 高槻市立磐手小学校
- 高槻市立大冠小学校
- 高槻市立奥坂小学校
- 高槻市立樫田小学校
- 高槻市立川西小学校
- 高槻市立上牧小学校
- 高槻市立冠小学校
- 高槻市立北大冠小学校
- 高槻市立北清水小学校
- 高槻市立北日吉台小学校
- 高槻市立郡家小学校
- 高槻市立五領小学校
- 高槻市立桜台小学校
- 高槻市立三箇牧小学校
- 高槻市立芝生小学校
- 高槻市立清水小学校
- 高槻市立寿栄小学校
- 高槻市立高槻小学校
- 高槻市立竹の内小学校
- 高槻市立玉川小学校
- 高槻市立津之江小学校
- 高槻市立桃園小学校
- 高槻市立富田小学校
- 高槻市立南平台小学校
- 高槻市立西大冠小学校
- 高槻市立如是小学校
- 高槻市立柱本小学校
- 高槻市立土室小学校
- 高槻市立日吉台小学校
- 高槻市立真上小学校
- 高槻市立松原小学校
- 高槻市立丸橋小学校
- 高槻市立南大冠小学校
- 高槻市立柳川小学校
- 高槻市立五百住小学校
- 高槻市立若松小学校
- 大阪市立弘済小学校分校

### 貝塚市
- 貝塚市立永寿小学校
- 貝塚市立葛城小学校
- 貝塚市立木島小学校
- 貝塚市立北小学校
- 貝塚市立中央小学校
- 貝塚市立津田小学校
- 貝塚市立西小学校
- 貝塚市立東小学校
- 貝塚市立南小学校
- 貝塚市立東山小学校
- 貝塚市立二色学園（義務教育学校）

### 守口市
- 守口市立守口小学校
- 守口市立寺方南小学校
- 守口市立さくら小学校
- 守口市立庭窪小学校
- 守口市立八雲小学校
- 守口市立錦小学校
- 守口市立金田小学校
- 守口市立梶小学校
- 守口市立藤田小学校
- 守口市立八雲東小学校
- 守口市立佐太小学校
- 守口市立よつば小学校
- 守口市立さつき学園（義務教育学校）

### 枚方市
- 枚方市立枚方小学校
- 枚方市立枚方第二小学校
- 枚方市立蹉跎小学校
- 枚方市立香里小学校
- 枚方市立開成小学校
- 枚方市立五常小学校
- 枚方市立春日小学校
- 枚方市立桜丘小学校
- 枚方市立山田小学校
- 枚方市立明倫小学校
- 枚方市立殿山第一小学校
- 枚方市立殿山第二小学校
- 枚方市立樟葉小学校
- 枚方市立津田小学校
- 枚方市立菅原小学校
- 枚方市立氷室小学校
- 枚方市立山之上小学校
- 枚方市立牧野小学校
- 枚方市立交北小学校
- 枚方市立香陽小学校
- 枚方市立招提小学校
- 枚方市立中宮小学校
- 枚方市立小倉小学校
- 枚方市立樟葉南小学校
- 枚方市立磯島小学校
- 枚方市立蹉跎西小学校
- 枚方市立樟葉西小学校
- 枚方市立田口山小学校
- 枚方市立西牧野小学校
- 枚方市立川越小学校
- 枚方市立蹉跎東小学校
- 枚方市立桜丘北小学校
- 枚方市立津田南小学校
- 枚方市立樟葉北小学校
- 枚方市立船橋小学校
- 枚方市立菅原東小学校
- 枚方市立山田東小学校
- 枚方市立藤阪小学校
- 枚方市立平野小学校
- 枚方市立長尾小学校
- 枚方市立東香里小学校
- 枚方市立伊加賀小学校
- 枚方市立西長尾小学校
- 枚方市立禁野小学校

### 茨木市
- 茨木市立安威小学校
- 茨木市立葦原小学校
- 茨木市立茨木小学校
- 茨木市立大池小学校
- 茨木市立太田小学校
- 茨木市立春日小学校
- 茨木市立春日丘小学校
- 茨木市立清溪小学校
- 茨木市立郡小学校
- 茨木市立郡山小学校
- 茨木市立彩都西小学校
- 茨木市立沢池小学校
- 茨木市立庄栄小学校
- 茨木市立白川小学校
- 茨木市立玉櫛小学校
- 茨木市立玉島小学校
- 茨木市立中条小学校
- 茨木市立天王小学校
- 茨木市立豊川小学校
- 茨木市立中津小学校
- 茨木市立西小学校
- 茨木市立西河原小学校
- 茨木市立忍頂寺小学校
- 茨木市立畑田小学校
- 茨木市立東小学校
- 茨木市立東奈良小学校
- 茨木市立福井小学校
- 茨木市立穂積小学校
- 茨木市立三島小学校
- 茨木市立水尾小学校
- 茨木市立耳原小学校
- 茨木市立山手台小学校

### 八尾市
- 八尾市立八尾小学校
- 八尾市立山本小学校
- 八尾市立用和小学校
- 八尾市立久宝寺小学校
- 八尾市立龍華小学校
- 八尾市立大正小学校
- 八尾市立桂小学校
- 八尾市立安中小学校
- 八尾市立竹渕小学校
- 八尾市立南高安小学校
- 八尾市立高安小中学校（義務教育学校）
- 八尾市立曙川小学校
- 八尾市立北山本小学校
- 八尾市立南山本小学校
- 八尾市立志紀小学校
- 八尾市立高美小学校
- 八尾市立長池小学校
- 八尾市立東山本小学校
- 八尾市立美園小学校
- 八尾市立永畑小学校
- 八尾市立刑部小学校
- 八尾市立高美南小学校
- 八尾市立西山本小学校
- 八尾市立高安西小学校
- 八尾市立曙川東小学校
- 八尾市立亀井小学校
- 八尾市立上之島小学校
- 八尾市立大正北小学校

### 泉佐野市
- 泉佐野市立大木小学校
- 泉佐野市立上之郷小学校
- 泉佐野市立北中小学校
- 泉佐野市立佐野台小学校
- 泉佐野市立末広小学校
- 泉佐野市立第一小学校
- 泉佐野市立第二小学校
- 泉佐野市立第三小学校
- 泉佐野市立中央小学校
- 泉佐野市立長南小学校
- 泉佐野市立長坂小学校
- 泉佐野市立日新小学校
- 泉佐野市立日根野小学校

### 富田林市
- 富田林市立久野喜台小学校
- 富田林市立錦郡小学校
- 富田林市立向陽台小学校
- 富田林市立高辺台小学校
- 富田林市立寺池台小学校
- 富田林市立新堂小学校
- 富田林市立小金台小学校
- 富田林市立富田林小学校
- 富田林市立川西小学校
- 富田林市立彼方小学校
- 富田林市立藤沢台小学校
- 富田林市立大伴小学校
- 富田林市立喜志西小学校
- 富田林市立伏山台小学校
- 富田林市立喜志小学校
- 富田林市立東条小学校

### 寝屋川市
- 寝屋川市立点野小学校
- 寝屋川市立桜小学校
- 寝屋川市立和光小学校
- 寝屋川市立池田小学校
- 寝屋川市立啓明小学校
- 寝屋川市立神田小学校
- 寝屋川市立西小学校
- 寝屋川市立南小学校
- 寝屋川市立成美小学校
- 寝屋川市立堀溝小学校
- 寝屋川市立木田小学校
- 寝屋川市立楠根小学校
- 寝屋川市立東小学校
- 寝屋川市立石津小学校
- 寝屋川市立木屋小学校
- 寝屋川市立田井小学校
- 寝屋川市立第五小学校
- 寝屋川市立三井小学校
- 寝屋川市立中央小学校
- 寝屋川市立国松緑丘小学校
- 寝屋川市立北小学校
- 寝屋川市立宇谷小学校
- 寝屋川市立望が丘小学校（小中一貫校）

### 河内長野市
- 河内長野市立天野小学校
- 河内長野市立加賀田小学校
- 河内長野市立高向小学校
- 河内長野市立小山田小学校
- 河内長野市立三日市小学校
- 河内長野市立川上小学校
- 河内長野市立長野小学校
- 河内長野市立石仏小学校
- 河内長野市立天見小学校
- 河内長野市立南花台小学校
- 河内長野市立楠小学校
- 河内長野市立美加の台小学校
- 河内長野市立千代田小学校

### 松原市
- 松原市立松原北小学校
- 松原市立恵我南小学校
- 松原市立松原南小学校
- 松原市立河合小学校
- 松原市立三宅小学校
- 松原市立松原東小学校
- 松原市立松原小学校
- 松原市立松原西小学校
- 松原市立恵我小学校
- 松原市立天美西小学校
- 松原市立天美北小学校
- 松原市立天美小学校
- 松原市立天美南小学校
- 松原市立中央小学校
- 松原市立布忍小学校

### 大東市
- 大東市立灰塚小学校
- 大東市立三箇小学校
- 大東市立諸福小学校
- 大東市立四条小学校
- 大東市立深野小学校
- 大東市立四条北小学校
- 大東市立泉小学校
- 大東市立南郷小学校
- 大東市立氷野小学校
- 大東市立住道北小学校
- 大東市立北条小学校
- 大東市立住道南小学校

### 和泉市
- 和泉市立青葉はつが野小学校
- 和泉市立芦部小学校
- 和泉市立池上小学校
- 和泉市立いぶき野小学校
- 和泉市立北池田小学校
- 和泉市立北松尾小学校
- 和泉市立黒鳥小学校
- 和泉市立光明台北小学校
- 和泉市立光明台南小学校
- 和泉市立国府小学校
- 和泉市立幸小学校
- 和泉市立信太小学校
- 和泉市立鶴山台北小学校
- 和泉市立鶴山台南小学校
- 和泉市立伯太小学校
- 和泉市立槇尾学園（義務教育学校）
- 和泉市立緑ヶ丘小学校
- 和泉市立南池田小学校
- 和泉市立南松尾はつが野学園（義務教育学校）
- 和泉市立和気小学校

### 箕面市
- 箕面市立箕面小学校
- 箕面市立東小学校
- 箕面市立西小学校
- 箕面市立西南小学校
- 箕面市立南小学校
- 箕面市立北小学校
- 箕面市立中小学校
- 箕面市立萱野小学校
- 箕面市立萱野東小学校
- 箕面市立萱野北小学校
- 箕面市立豊川北小学校
- 箕面市立豊川南小学校
- 箕面市立止々呂美小学校（小中一貫校、愛称・とどろみの森学園）
- 箕面市立彩都の丘小学校（小中一貫校、愛称・彩都の丘学園）

### 柏原市
- 大阪市立長谷川小学校
- 柏原市立旭ヶ丘小学校
- 柏原市立柏原小学校
- 柏原市立柏原東小学校
- 柏原市立国分小学校
- 柏原市立堅上小学校
- 柏原市立堅下小学校
- 柏原市立堅下北小学校
- 柏原市立堅下南小学校
- 柏原市立玉手小学校

### 羽曳野市
- 羽曳野市立恵我之荘小学校
- 羽曳野市立駒ヶ谷小学校
- 羽曳野市立高鷲小学校
- 羽曳野市立高鷲北小学校
- 羽曳野市立高鷲南小学校
- 羽曳野市立丹比小学校
- 羽曳野市立西浦小学校
- 羽曳野市立西浦東小学校
- 羽曳野市立埴生南小学校
- 羽曳野市立古市小学校
- 羽曳野市立古市南小学校
- 羽曳野市立白鳥小学校
- 羽曳野市立羽曳が丘小学校
- 羽曳野市立はびきの埴生学園（義務教育学校）

### 門真市
- 門真市立門真小学校
- 門真市立大和田小学校
- 門真市立二島小学校
- 門真市立四宮小学校
- 門真市立古川橋小学校
- 門真市立沖小学校
- 門真市立上野口小学校
- 門真市立速見小学校
- 門真市立北巣本小学校
- 門真市立五月田小学校
- 門真市立東小学校
- 門真市立門真みらい小学校
- 門真市立水桜小学校

### 摂津市
- 摂津市立味生小学校
- 摂津市立摂津小学校
- 摂津市立千里丘小学校
- 摂津市立鳥飼小学校
- 摂津市立鳥飼北小学校
- 摂津市立鳥飼西小学校
- 摂津市立鳥飼東小学校
- 摂津市立別府小学校
- 摂津市立味舌小学校
- 摂津市立三宅柳田小学校

### 高石市
- 高石市立加茂小学校
- 高石市立高陽小学校
- 高石市立清高小学校
- 高石市立高石小学校
- 高石市立取石小学校
- 高石市立羽衣小学校
- 高石市立東羽衣小学校

### 藤井寺市
- 藤井寺市立藤井寺小学校
- 藤井寺市立藤井寺南小学校
- 藤井寺市立藤井寺西小学校
- 藤井寺市立藤井寺北小学校
- 藤井寺市立道明寺小学校
- 藤井寺市立道明寺南小学校
- 藤井寺市立道明寺東小学校

### 東大阪市
- 東大阪市立縄手小学校
- 東大阪市立縄手北小学校
- 東大阪市立枚岡東小学校
- 東大阪市立枚岡西小学校
- 東大阪市立石切小学校
- 東大阪市立孔舎衙小学校
- 東大阪市立上四条小学校
- 東大阪市立縄手東小学校
- 東大阪市立孔舎衙東小学校
- 東大阪市立石切東小学校
- 東大阪市立成和小学校
- 東大阪市立北宮小学校
- 東大阪市立弥栄小学校
- 東大阪市立玉川小学校
- 東大阪市立玉美小学校
- 東大阪市立英田北小学校
- 東大阪市立若江小学校
- 東大阪市立花園小学校
- 東大阪市立鴻池東小学校
- 東大阪市立玉串小学校
- 東大阪市立岩田西小学校
- 東大阪市立英田南小学校
- 東大阪市立加納小学校
- 東大阪市立花園北小学校
- 東大阪市立荒川小学校
- 東大阪市立長堂小学校
- 東大阪市立高井田東小学校
- 東大阪市立森河内小学校
- 東大阪市立高井田西小学校
- 東大阪市立楠根小学校
- 東大阪市立意岐部小学校
- 東大阪市立小阪小学校
- 東大阪市立上小阪小学校
- 東大阪市立弥刀小学校
- 東大阪市立長瀬北小学校
- 東大阪市立長瀬東小学校
- 東大阪市立八戸の里小学校
- 東大阪市立長瀬南小学校
- 東大阪市立弥刀東小学校
- 東大阪市立長瀬西小学校
- 東大阪市立楠根東小学校
- 東大阪市立柏田小学校
- 東大阪市立西堤小学校
- 東大阪市立大蓮小学校
- 東大阪市立意岐部東小学校
- 東大阪市立八戸の里東小学校
- 東大阪市立藤戸小学校
- 東大阪市立桜橋小学校
- 東大阪市立布施小学校
- 東大阪市立義務教育学校池島学園
- 東大阪市立義務教育学校くすは縄手南校

### 泉南市
- 泉南市立樽井小学校
- 泉南市立信達小学校
- 泉南市立西信達小学校
- 泉南市立雄信小学校
- 泉南市立砂川小学校
- 泉南市立一丘小学校
- 泉南市立新家小学校
- 泉南市立新家東小学校
- 泉南市立鳴滝小学校
- 泉南市立東小学校

### 四條畷市
- 四條畷市立忍ヶ丘小学校
- 四條畷市立岡部小学校
- 四條畷市立四條畷小学校
- 四條畷市立四條畷南小学校
- 四條畷市立田原小学校
- 四條畷市立くすのき小学校

### 交野市
- 交野市立星田小学校
- 交野市立岩船小学校
- 交野市立郡津小学校
- 交野市立倉治小学校
- 交野市立妙見坂小学校
- 交野市立旭小学校
- 交野市立藤が尾小学校
- 交野市立私市小学校
- 交野市立交野みらい学園

### 大阪狭山市
- 大阪狭山市立北小学校
- 大阪狭山市立第七小学校
- 大阪狭山市立西小学校
- 大阪狭山市立東小学校
- 大阪狭山市立南第一小学校
- 大阪狭山市立南第二小学校
- 大阪狭山市立南第三小学校

### 阪南市
- 阪南市立東鳥取小学校
- 阪南市立西鳥取小学校
- 阪南市立上荘小学校
- 阪南市立尾崎小学校
- 阪南市立下荘小学校
- 阪南市立朝日小学校
- 阪南市立桃の木台小学校
- 阪南市立舞小学校

### 三島郡
- 島本町立第一小学校
- 島本町立第二小学校
- 島本町立第三小学校
- 島本町立第四小学校

### 豊能郡
- 能勢町立能勢ささゆり学園（義務教育学校）
- 豊能町立光風台小学校
- 豊能町立東ときわ台小学校
- 豊能町立東能勢小学校
- 豊能町立吉川小学校

### 泉北郡
- 忠岡町立忠岡小学校
- 忠岡町立東忠岡小学校

### 泉南郡
- 熊取町立北小学校
- 熊取町立中央小学校
- 熊取町立西小学校
- 熊取町立東小学校
- 熊取町立南小学校
- 岬町立深日小学校
- 岬町立多奈川小学校
- 岬町立淡輪小学校
- 田尻町立小学校

### 南河内郡
- 太子町立磯長小学校
- 太子町立山田小学校
- 河南町立近つ飛鳥小学校
- 河南町立かなん桜小学校
- 千早赤阪村立赤阪小学校
- 千早赤阪村立千早小吹台小学校

## 私立小学校
- アサンプション国際小学校
- 大阪金剛インターナショナル小学校
- 大阪信愛学院小学校
- 追手門学院小学校
- 関西創価小学校
- 関西大学初等部
- 建国小学校
- 賢明学院小学校
- 香里ヌヴェール学院小学校
- 四條畷学園小学校
- 四天王寺小学校
- 城星学園小学校
- 城南学園小学校
- 帝塚山学院小学校
- PL学園小学校
- 箕面自由学園小学校
- 利晶学園小学校